# Oligacanthorhynchus ricinoides
Espèce
Synonymes
- Echinorhynchus ricinoides Rudolphi, 1808 - protonyme
- Echinorhynchus charadriipluvialis Rudolphi, 1819
- Echinorhynchus coraciae Rudolphi, 1821
- Echinorhynchus macracanthus Bremser, 1821

Oligacanthorhynchus ricinoides est une espèce d'acanthocéphales de la famille des Oligacanthorhynchidae.
C'est un parasite digestif retrouvé chez un pluvier, une huppe et un rollier en Europe et en Iran.
Il a été découvert par Rudolphi en 1808,.